# خونزاخ (شهرستان)
خونزاخ 
(به آواری: Хунзахъ район) شهرستانی است در جمهوری داغستان روسیه. مرکز اداری این شهرستان دهکدهٔ خونزاخ است. این شهرستان دارای ۲۴ بخش بوده و در سال ۱۹۲۹ بر پا گردیده است.